# Arthur Johansson (konstnär)
Arthur Konrad Johansson, född 23 oktober 1876 i Halmstad, död 3 oktober 1961 i Stockholm, var en svensk teckningslärare och målare.
Han var son till målarmästaren SP Johansson och Anna Bertholdsdotter och från 1906 gift med Anna Lucia Lundgren. Johansson följde undervisningen i perspektivlära vid olika konstskolor i Tyskland 1904 och 1909 samt bedrev självstudier under studieresor till Österrike och Frankrike. Han var anställd som lärare i perspektivlära vid Konsthögskolan i Stockholm 1912–1941 och vid Tekniska skolan 1908–1945. Hans konst består av figurer, porträtt, stilleben och landskap och han har formgivit frimärken, vinjetter och exlibris. Han utgav läroböckerna Kortfattad stillära och Perspektivlära.
Arthur Johansson tecknade originalet till ett av Sveriges mest spridda frimärken, det med Tre kronor i ett stort antal valörer, efter en pristävling där han vann första pris. Frimärket graverades mellan 1939 och 1969 därefter av Sven Ewert, Heinz Gutschmidt, Majvor Franzén och Czesław Słania.
Makarna Johansson gick bort med bara en dag emellan sig.